# Made in Heaven
Made in Heaven är det femtonde och sista studioalbumet av den brittiska rockgruppen Queen, utgivet 6 november 1995. Albumet innehåller låtar som inte hann ges ut innan sångaren Freddie Mercury avled 1991, samt nyversioner av gamla låtar från medlemmarnas respektive solokarriärer. Albumet producerades av Queen tillsammans med David Richards, som tidigare hade varit med och producerat gruppens tre föregående album, samt Justin Shirley-Smith och Joshua J. Macrae.
Endast tre av låtarna på albumet skrevs efter att gruppen givit ut Innuendo; "Mother Love", "You Don't Fool Me" och "A Winter's Tale". Enligt den brittiska tidningen The Guardian så har albumet sålt i över 20 miljoner exemplar världen över.

## Historia

### Bakgrund
Efter att inspelningssessionerna för gruppens föregående album, Innuendo avslutats i november 1990, ville sångaren Freddie Mercury att gruppen så fort som möjligt skulle gå tillbaka in i studion för att jobba på nytt material. Mercury hade 1987 fått veta att han drabbats av AIDS och ville spela in så mycket musik som möjligt, medan han fortfarande kunde. I slutet av 1990 började han skriva "A Winter's Tale" i Montreux. I januari 1991 samlades alla fyra bandmedlemmar med producenten David Richards i Mountain Studios och börjar arbeta med nya låtar. Till en början var idén att spela in b-sidor till singlarna från Innuendo, men bandet blev så positivt överraskat av låtarna att de istället beslutade sig för att spela in ett nytt studioalbum. Endast en av dessa låtar blev sedan b-sida; "Lost Opportunity", skriven av Brian May.
I februari återvände bandet till London för att spela in videon till "I'm Going Slightly Mad". Efter videoinspelningen tog gruppen en paus från varandra; Roger Taylor arbetade med The Cross tredje studioalbum, Blue Rock, och Brian May jobbade med sitt debutalbum, Back to the Light. I juni återvände de till Montreux och enligt Taylor skrev de fyra nya låtar. Enligt May och Roger Taylor så kunde bandet endast jobba två eller tre dagar i veckan på grund av Mercurys sjukdom. Det finns olika uppgifter om när Mercury inte längre kunde fortsätta arbetet med albumet. David Richards sade i dokumentären Champions of the World att Mercurys sista sånginspelning var på "Mother Love" den 22 maj 1991. Drygt en vecka senare spelades musikvideon till "These Are the Days of Our Lives" in, vilken var den sista videon Mercury medverkade i.
Den brittiska pressen hade för en tid spekulerat i Mercurys hälsa och den 23 november 1991 bekräftade han via ett pressmeddelande att han drabbats av AIDS. Drygt ett dygn senare, den 24 november, meddelades det att Mercury avlidit. Bandet utfärdade följande uttalande: "Vi har förlorat den största och mest älskade medlem av vår familj. Vi känner överväldigande sorg att han är borta, sorg att han gick bort på höjden av sin kreativitet, men framförallt stor stolthet över sättet han levt och dog. Det har varit ett privilegium för oss att ha delat sådana magiska stunder. Så snart vi har möjlighet vill vi fira hans liv i den stil som han var van vid."
"Roger och John blev väldigt otåliga på mig och började jobba med låtarna. Jag ville inte att de skulle ges ut utan att jag var involverad, så jag tog låtarna ifrån dem, tyckte att de gjort det på fel sätt och tillbringade månader med att sätta ihop alltsammans igen. Att göra Made in Heaven var som att lägga ett pussel. Men jag skulle inte ha givit mitt godkännande på det om jag inte tyckt att det höll standardmåtten."
Efter Mercurys död fortsatte Taylor och May arbetet med sina respektive soloprojekt. The Freddie Mercury Tribute Concert tillkännagavs, och runt nyår 1991 sade gruppen att de nya låtarna skulle komma att ges ut 1993. Efter hyllningskonserten, som hölls den 20 april 1992, skildes de kvarvarande medlemmarna åt. Taylor påbörjade arbetet med ett tredje soloalbum och började bygga en hemmastudio, medan May gav ut Back to the Light och turnerade som soloartist. 1993 började Taylor och John Deacon arbeta med låtarna som Mercury lämnat efter sig, utan May. Så sent som i mitten av 1994 blev May involverad i projektet, men May var inte nöjd med Deacon och Taylors jobb, och började omarbeta låtarna själv.
Vid hösten samma år arbetade de alla tre på projektet i Metropolis Studios i London, men bytte snart till Mays hemmastudio i Surrey. Fram till sommaren 1995 gjordes inspelningar i Metropolis, Alerton Hill Studios och Mays studio Cosford Mill. Alla tre var inte alltid närvarande: Taylor påbörjade bland annat en soloturné som pågick mellan september 1994 och januari 1995. I september var albumet klart och namngivet. Förutom endast tre låtar som skrevs efter Innuendo bestod albumet av omarbetningar av låtar från medlemmarnas solokarriärer, samt några outgivna låtar från 1980-talet.

### Låtskrivandet

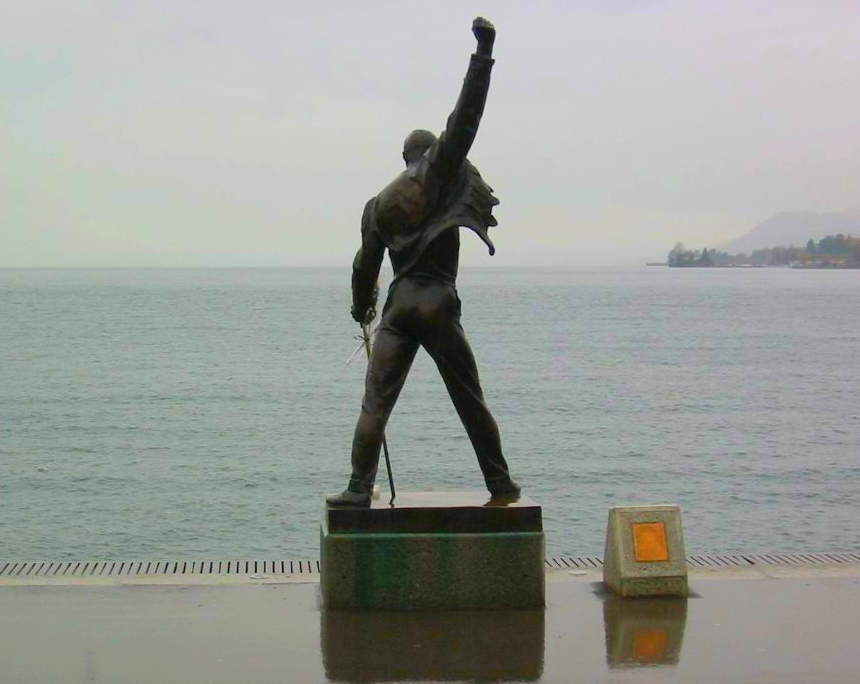
Statyn av Freddie Mercury, med Genèvesjön i bakgrunden, som pryder albumets omslag.

Öppningsspåret "It's a Beautiful Day" skrevs av Mercury redan 1980 och kommer från studiosessionen av The Game. Låten spelades in i april 1980 och var då endast drygt 1:30 lång, John Deacon gjorde senare bland annat ett keyboardarrangemang för att stretcha ut låten. Två av låtarna på albumet kommer från Mercurys soloalbum Mr. Bad Guy; "Made in Heaven" och "I Was Born to Love You". De båda låtarna skrevs 1984, de resterande medlemmarna av bandet tog Mercurys sång och piano från originalinspelningarna och lade sedan till respektive instrument och arrangerade om låtarna. Brian May skrev en ny sektion till titelspåret där han också lade till ett gitarrsolo.
"Let Me Live" sägs ha skrivits 1976 när Rod Stewart hälsade på bandet när man höll på att spela in sitt femte studioalbum, A Day at the Races. Låten hette då "Another Piece Of My Heart", men spelades in som demo först i augusti 1983, tillsammans med Rod Stewart och Jeff Beck under tiden då man spelade in The Works. Endast Mercurys vers och en refräng spelades in 1983, så gruppen hade endast en låt som varade cirka en och en halv minut att arbeta med. Man arrangerade låten och lade till två nya verser som sjöngs av May och Taylor, som skrev mestadelen av texten. "Mother Love" skrevs av May och Mercury efter att gruppen spelat in föregående album, Innuendo, och spelades in mellan januari och juni 1991. Mercury var vid denna tid mycket sjuk och hann inte sjunga färdigt låten. May och Taylor sjöng in varsin version av sista versen, det blev till slut Mays version som fick avsluta låten. Även låtarna "You Don't Fool Me" och "A Winter's Tale" kommer från den här perioden. Båda låtarna är krediterade till Queen, men den sistnämnda är av Mercury och var också den sista låten han skrev. "You Don't Fool Me" var egentligen ingen fullständig låt från början utan lappades senare ihop av producenten David Richards som samplade, mixade och lade upp en grund för låten. Medlemmarna tog sedan materialet och lade på synthar, gitarr, bas, etc.
"Heaven for Everyone" skrevs av Taylor någon gång efter att Queen avslutat sin Magic Tour 1986. Taylor arbetade då med debutalbumet för sitt andra band, The Cross. Vid ett tillfälle under inspelningssessionerna för albumet hälsade Mercury på och när han hörde "Heaven for Everyone" så föreslog han att han skulle sjunga låten. "Too Much Love Will Kill You" skrevs av May tillsammans med Frank Musker och Elisabeth Lamers. Låten gavs 1992 ut på Mays första soloalbum Back to the Light, men innan dess hade Queen spelat in en egen version av låten under sessionerna för The Miracle 1988 - 1989. Även "My Life Has Been Saved" kommer från dessa sessioner och skrevs av John Deacon.

### Utgivning och mottagande
Drygt fem år efter den första inspelningssessionen för albumet gavs det ut den 6 november 1995, och dagen därpå i USA. Efter en vecka hade Made in Heaven tagit sig upp på den brittiska albumlistans förstaplats där det också har sålt i över 1 200 000 exemplar. Albumet var ekonomiskt sett en stor framgång och låg i toppen på albumlistorna i en rad olika länder, bland annat; Finland, Nederländerna, Nya Zeeland, Schweiz, Sverige, Österrike och Tyskland där det har sålt i över 1 500 000 exemplar. I USA, på Billboard 200, tog sig albumet upp till plats 58, vilket är gruppens näst sämsta notering. Endast bandets debutalbum, som 1974 tog sig upp på plats 83, har en sämre notering. Enligt The Guardian har albumet totalt sålts i över 20 miljoner exemplar.
Albumet fick generellt sett positiva recensioner. The Times skrev bland annat att "Trots den försenade utgivningen står sig Made in Heaven anmärkningsvärt bra som det sista kapitlet i en spektakulär pop-odyssé." Tidningen Q skrev; "Ingen utfyllnad. Ingen skam. Definitivt ett viktigt köp för Queenfans, men även utan dess speciella betydelse, så är Made in Heaven förmodligen ett bättre album än Innuendo och en passande svanesång av en av de mest glödande grupperna inom rocken." I en recension av Allmusic fick albumet endast 2 av 5 i betyg. William Ruhlmann skrev att "Musikaliskt så går Made in Heaven tillbaka till Queens glansdagar på 1970-talet med dess starka melodier och hårdrocksgitarrer, toppad med Mercurys sång och lite av de stora köreffekterna, kända från "Bohemian Rhapsody". Även om man inte vet om att dessa sånger sjöngs i skuggan av döden, skulle ämnet vara uppenbart."

## Låtlista
| Nr           | Titel                         | Kompositör                              | Längd |
| ------------ | ----------------------------- | --------------------------------------- | ----- |
| 1.           | It's a Beautiful Day          | Queen                                   | 2:32  |
| 2.           | Made in Heaven                | Mercury                                 | 5:25  |
| 3.           | Let Me Live                   | Queen                                   | 4:45  |
| 4.           | Mother Love                   | Mercury/May                             | 4:49  |
| 5.           | My Life Has Been Saved        | Queen                                   | 3:15  |
| 6.           | I Was Born to Love You        | Mercury                                 | 4:49  |
| 7.           | Heaven for Everyone           | Roger Taylor                            | 5:36  |
| 8.           | Too Much Love Will Kill You   | Brian May/Frank Musker/Elizabeth Lamers | 4:20  |
| 9.           | You Don't Fool Me             | Queen                                   | 5:24  |
| 10.          | A Winter's Tale               | Queen                                   | 3:49  |
| 11.          | Its a Beautiful Day (reprise) | Queen                                   | 3:01  |
| Total längd: | Total längd:                  | Total längd:                            | 45,45 |

## Medverkande
| Queen - John Deacon — bas, keyboard - Brian May — gitarr, keyboard, sång - Freddie Mercury — sång, piano, keyboard - Roger Taylor — trummor, slagverk, keyboard, sång Övriga medverkande - Rebecka Leigh-White — kör - Gary Martin — kör - Chaterine Porter — kör - Miriam Stockley — kör | Produktion - David Richards — producent, mixning, ljudtekniker - Justin Shirley-Smith — producent, ljudtekniker - Joshua J. Macrae — producent, ljudtekniker Omslag - Richard Gray — omslagsfoto, design - Douglas Puddifoot — foto - Neal Preston — foto |

## Listplaceringar och certifikat
| Land           | Organisation | Topplacering | Sålda ex.  | Certifikat   | Ref           |
| -------------- | ------------ | ------------ | ---------- | ------------ | ------------- |
| Australien     | ARIA         | 3            |            |              | [ 11 ]        |
| Finland        | IFPI         | 1            | 50 668+    | Platina      | [ 11 ] [ 12 ] |
| Frankrike      | SNEP         | 17           | 200 000+   | Platina (x2) | [ 11 ] [ 13 ] |
| Kanada         | RPM          | 18           |            |              | [ 14 ]        |
| Nederländerna  | NVPI         | 1            |            |              | [ 11 ]        |
| Norge          | IFPI         | 2            | 30 000+    | Platina      | [ 11 ] [ 15 ] |
| Nya Zeeland    | RIANZ        | 1            |            |              | [ 11 ]        |
| Schweiz        | IFPI         | 1            |            |              | [ 11 ]        |
| Storbritannien | BPI          | 1            | 1 200 000+ | Platina (x4) | [ 6 ] [ 7 ]   |
| Sverige        | IFPI         | 1            |            |              | [ 11 ]        |
| Tyskland       | BVMI         | 1            | 1 500 000+ | Platina (x3) | [ 16 ] [ 17 ] |
| USA            | RIAA         | 58           | 500 000+   | Guld         | [ 18 ] [ 19 ] |
| Österrike      | IFPI         | 1            | 40 000+    | Platina (x2) | [ 11 ] [ 20 ] |